# Nannobrachium bristori
Nannobrachium bristori är en fiskart som beskrevs av Zahuranec 2000. Nannobrachium bristori ingår i släktet Nannobrachium och familjen prickfiskar. Inga underarter finns listade i Catalogue of Life.